# Elminia nigromitrata
Elminia nigromitrata е вид птица от семейство Stenostiridae.

## Разпространение
Видът е разпространен в Габон, Гана, Гвинея, Екваториална Гвинея, Камерун, Република Конго, Демократична република Конго, Кот д'Ивоар, Кения, Либерия, Нигерия, Сиера Леоне, Судан, Танзания, Уганда, Централноафриканската република и Южен Судан.